# Procaine benzylpenicillin
Procaine benzylpenicillin hay còn được gọi là penicillin G procaine, là một kháng sinh hữu ích trong điều trị một số bệnh nhiễm khuẩn. Cụ thể hơn thì kháng sinh này được sử dụng để điều trị bệnh giang mai, bệnh than, nhiễm trùng miệng, viêm phổi, bạch hầu, viêm mô tế bào và động vật cắn. Kháng sinh này được vào cơ thể bằng cách tiêm vào cơ.
Các tác dụng phụ của thuốc này bao gồm đau tại chỗ tiêm, các vấn đề về đông máu, co giật và phản ứng dị ứng bao gồm cả sốc phản vệ. Khi được sử dụng để điều trị bệnh giang mai, một phản ứng với tên là Jarisch-Herxheimer có thể xảy ra. Procaine benzylpenicillin không được khuyến cáo sử dụng ở những người có tiền sử dị ứng penicillin hoặc dị ứng procaine. Sử dụng trong giai đoạn mang thai và cho con bú là tương đối an toàn. Procaine benzylpenicillin thuộc nhóm thuốc penicillin và beta lactam. Nó hoạt động thông qua benzylpenicillin và từ đó giết chết vi khuẩn. Procaine được phối hợp làm thời gian hiệu quả lâu hơn.
Procaine benzylpenicillin đã được giới thiệu để sử dụng trong y tế vào năm 1948. Nó nằm trong danh sách các loại thuốc thiết yếu của Tổ chức Y tế Thế giới, hay nhóm các loại thuốc hiệu quả và an toàn nhất cần thiết trong một hệ thống y tế. Chi phí bán buôn ở các nước đang phát triển là khoảng 0,09 đến 0,18 USD mỗi ngày. Tại Hoa Kỳ, một khóa điều trị có giá từ 100 đến 200 USD.